# بويني (مايوت)
بويني هي بلدية في إقليم مايوت الفرنسي الخارجي، في المحيط الهندي. وهي تتألف من سبع قرى هي: بويني (القرية الرئيسية) وميناتريندري وهجنوندرو وماجيموني ومزوزيا وبامبو - أوست ومبواناتسا.